# Processionnaire du pistachier
Pour les articles homonymes, voir Solitaire.
Thaumetopoea solitaria
Espèce
La Processionnaire du pistachier, Thaumetopoea solitaria, est une espèce de lépidoptères (papillons) appartenant à la famille des Notodontidae, à la sous-famille des Thaumetopoeinae.
Elle porte le nom vernaculaire de Processionnaire du pistachier sous sa forme chenille, et sous sa forme imago, comme papillon de nuit, l'espèce porte le nom de Solitaire.
- Répartition : Turquie et Chypre.
- Envergure du mâle : de 12 à 14 mm.
- Période de vol : d’août à septembre.
- Habitat : lieux secs.
- Plantes-hôtes : Pistachier térébinthe (Pistacia terebinthus) et Cyprès sempervirent (Cupressus sempervirens).

## Source
- P.C. Rougeot, P. Viette, Guide des papillons nocturnes d'Europe et d'Afrique du Nord, Delachaux et Niestlé, Lausanne 1978.